# Polynôme de Zernike

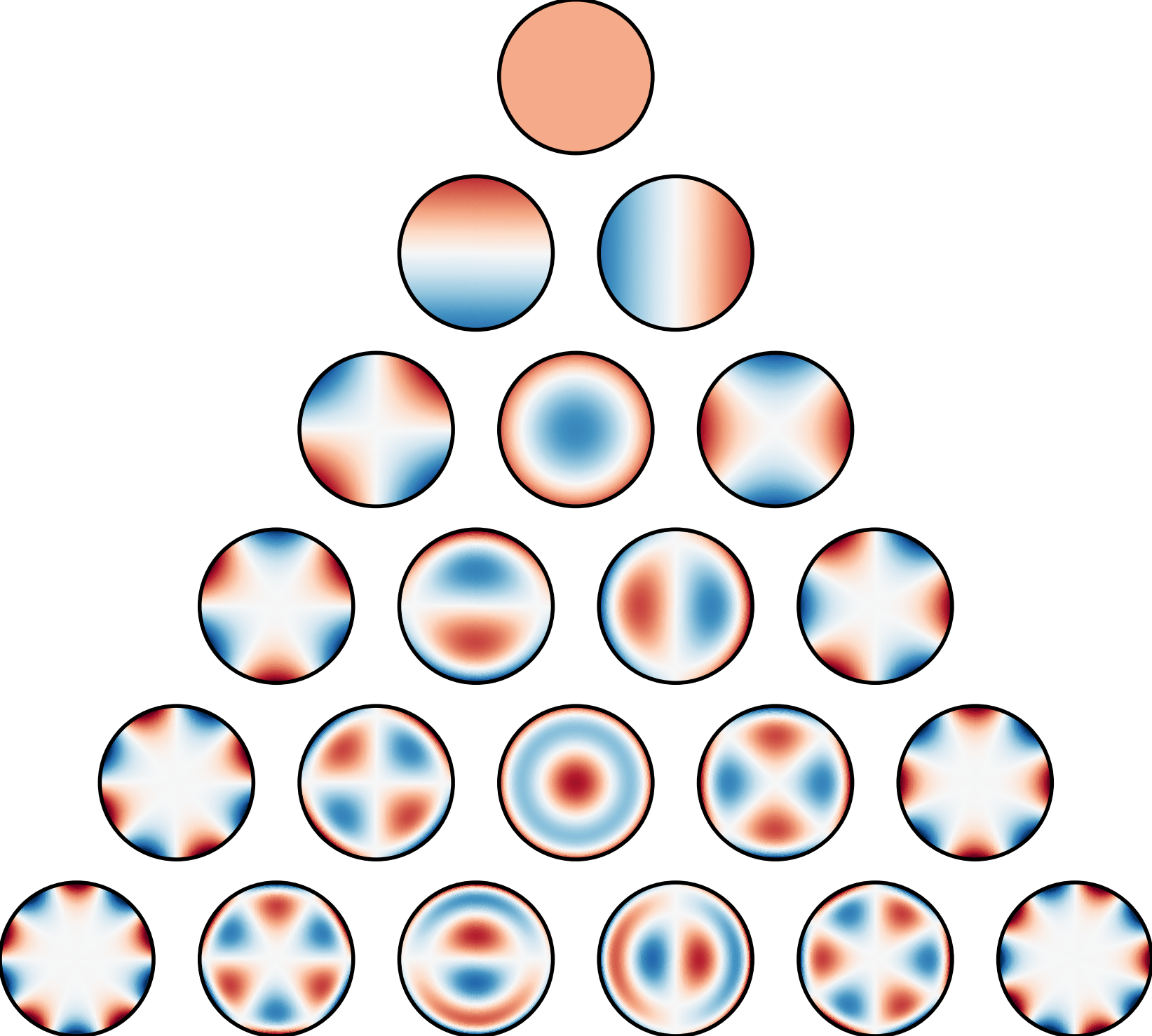
Tracés des 21 premiers polynômes de Zernike sur le disque unité, classés verticalement par degré radial et horizontalement par degré azimutal

Les polynômes de Zernike sont une suite de polynômes orthogonaux à 2 variables définis sur le disque unité. Ils portent le nom de Frits Zernike ; ils jouent un rôle important en imagerie.

## Définition des polynômes
Les polynômes de Zernike se divisent en deux catégories : les polynômes pairs et les polynômes impairs. Les polynômes pairs s'expriment sous la forme :
{\displaystyle Z_{n}^{m}(\rho ,\varphi )=R_{n}^{m}(\rho )\,\cos(m\,\varphi )\!}
et les polynômes impairs s'écrivent :
{\displaystyle Z_{n}^{-m}(\rho ,\varphi )=R_{n}^{m}(\rho )\,\sin(m\,\varphi ),\!}
où m et n sont des nombres entiers naturels non nuls, avec n ≥ m, φ est l'angle d'azimut exprimé en radians, et ρ est la distance radiale normalisée. Les polynômes radiaux Rm
n sont définis par :
{\displaystyle R_{n}^{m}(\rho )=\sum _{k=0}^{\tfrac {n-m}{2}}{\frac {(-1)^{k}\,(n-k)!}{k!\left({\tfrac {n+m}{2}}-k\right)!\left({\tfrac {n-m}{2}}-k\right)!}}\;\rho ^{n-2k}}
ou
{\displaystyle R_{n}^{m}(\rho )={\frac {\Gamma (n+1){}_{2}F_{1}(-{\frac {1}{2}}(|m|+n),{\frac {1}{2}}(|m|-n);-n;\rho ^{-2})}{\Gamma ({\frac {1}{2}}(2+n+m))\Gamma ({\frac {1}{2}}(2+n-m))}}\rho ^{n}}
pour n − m pair, et sont égaux à 0 pour n − m impair.
Pour m = 0, le polynôme se réduit à R0
n(ρ).

## Interprétation en imagerie
Si l’on considère une onde lumineuse ayant traversé un système imparfait, le front d’onde en sortie du système n’est pas totalement plat : on définit la fonction de déphasage Φ qui à tout point d’un plan de front associe le déphasage entre l’onde lumineuse théorique dans le modèle de l’optique géométrique et l’onde lumineuse réelle en tenant compte des défauts, et qui serait égale à la fonction nulle si le système était parfait.
Il est alors possible d’approximer cette phase dite aberrante en tant que combinaison linéaire de polynômes de Zernike, chacun des polynômes de la base considérée correspondant à une catégorie d’aberration différente.
Ainsi, en optique adaptative, il est possible d’utiliser un analyseur de front d’onde couplé à un système informatique capable de calculer Φ et sa décomposition en polynômes de Zernike en temps réel afin de connaître à tout instant la nature des aberrations du système étudié et éventuellement de les corriger à l’aide d’un miroir déformable (système en boucle fermée).

## Cas particuliers

### Polynômes radiaux
Les premiers polynômes radiaux sont (avec l’aberration géométrique associée) :
{\displaystyle R_{0}^{0}(\rho )=1} : piston, correspondant à une image parfaite ;
{\displaystyle R_{1}^{1}(\rho )=\rho } : inclinaison sur l’axe des abscisses (Basculement X) ou des ordonnées (Basculement Y) ;
{\displaystyle R_{2}^{0}(\rho )=2\rho ^{2}-1} : erreur de mise au point ou de focalisation ;
{\displaystyle R_{2}^{2}(\rho )=\rho ^{2}} : astigmatisme à 0 (sur X) ou π/2 (sur Y) radians ;
{\displaystyle R_{3}^{1}(\rho )=3\rho ^{3}-2\rho } :  aberration de coma ;
{\displaystyle R_{3}^{3}(\rho )=\rho ^{3}} ;
{\displaystyle R_{4}^{0}(\rho )=6\rho ^{4}-6\rho ^{2}+1} : aberration de sphéricité ;
{\displaystyle R_{4}^{2}(\rho )=4\rho ^{4}-3\rho ^{2}} ;
{\displaystyle R_{4}^{4}(\rho )=\rho ^{4}} ;
{\displaystyle R_{5}^{1}(\rho )=10\rho ^{5}-12\rho ^{3}+3\rho } ;
{\displaystyle R_{5}^{3}(\rho )=5\rho ^{5}-4\rho ^{3}} ;
{\displaystyle R_{5}^{5}(\rho )=\rho ^{5}} ;
{\displaystyle R_{6}^{0}(\rho )=20\rho ^{6}-30\rho ^{4}+12\rho ^{2}-1} ;
{\displaystyle R_{6}^{2}(\rho )=15\rho ^{6}-20\rho ^{4}+6\rho ^{2}} ;
{\displaystyle R_{6}^{4}(\rho )=6\rho ^{6}-5\rho ^{4}} ;
{\displaystyle R_{6}^{6}(\rho )=\rho ^{6}}.

### Polynômes de Zernike
Les premiers modes de Zernike, avec les indices simples OSA/ANSI et Noll, sont présentés ci-dessous. Ils sont normalisés de telle sorte que :  {\displaystyle \int _{0}^{2\pi }\int _{0}^{1}Z^{2}\cdot \rho \,{\rm {d}}\rho \,{\rm {d}}\phi =\pi }.
| {\displaystyle Z_{n}^{m}}  | Indices OSA/ANSI ({\displaystyle j}) | Indice Noll ({\displaystyle j}) | Indice Wyant({\displaystyle j}) | Indice Fringe/UA ({\displaystyle j}) | Degré radial ({\displaystyle n}) | Degré azimutal ({\displaystyle m}) | {\displaystyle Z_{j}}                                          | Nom classique                                     |
| -------------------------- | ------------------------------------ | ------------------------------- | ------------------------------- | ------------------------------------ | -------------------------------- | ---------------------------------- | -------------------------------------------------------------- | ------------------------------------------------- |
| {\displaystyle Z_{0}^{0}}  | 0                                    | 01                              | 0                               | 01                                   | 0                                | 0                                  | {\displaystyle 1}                                              | Piston (voir loi du demi-cercle)                  |
| {\displaystyle Z_{1}^{-1}} | 01                                   | 03                              | 02                              | 03                                   | 1                                | −1                                 | {\displaystyle 2\rho \sin \phi }                               | Basculement vertical (Y-Tilt, tilt vertical)      |
| {\displaystyle Z_{1}^{1}}  | 02                                   | 02                              | 01                              | 02                                   | 1                                | +1                                 | {\displaystyle 2\rho \cos \phi }                               | Basculement horizontal (X-Tilt, tilt horizontal)  |
| {\displaystyle Z_{2}^{-2}} | 03                                   | 05                              | 05                              | 06                                   | 2                                | −2                                 | {\displaystyle {\sqrt {6}}\rho ^{2}\sin 2\phi }                | Astigmatisme oblique                              |
| {\displaystyle Z_{2}^{0}}  | 04                                   | 04                              | 03                              | 04                                   | 2                                | 0                                  | {\displaystyle {\sqrt {3}}(2\rho ^{2}-1)}                      | Défaut de mise au point (direction longitudinale) |
| {\displaystyle Z_{2}^{2}}  | 05                                   | 06                              | 04                              | 05                                   | 2                                | +2                                 | {\displaystyle {\sqrt {6}}\rho ^{2}\cos 2\phi }                | Astigmatisme vertical                             |
| {\displaystyle Z_{3}^{-3}} | 06                                   | 09                              | 10                              | 11                                   | 3                                | −3                                 | {\displaystyle {\sqrt {8}}\rho ^{3}\sin 3\phi }                | Trèfle vertical                                   |
| {\displaystyle Z_{3}^{-1}} | 07                                   | 07                              | 07                              | 08                                   | 3                                | −1                                 | {\displaystyle {\sqrt {8}}(3\rho ^{3}-2\rho )\sin \phi }       | Coma verticale                                    |
| {\displaystyle Z_{3}^{1}}  | 08                                   | 08                              | 06                              | 07                                   | 3                                | +1                                 | {\displaystyle {\sqrt {8}}(3\rho ^{3}-2\rho )\cos \phi }       | Coma horizontale                                  |
| {\displaystyle Z_{3}^{3}}  | 09                                   | 10                              | 09                              | 10                                   | 3                                | +3                                 | {\displaystyle {\sqrt {8}}\rho ^{3}\cos 3\phi }                | Trèfle oblique                                    |
| {\displaystyle Z_{4}^{-4}} | 10                                   | 15                              | 17                              | 18                                   | 4                                | −4                                 | {\displaystyle {\sqrt {10}}\rho ^{4}\sin 4\phi }               | Quadrilobe oblique                                |
| {\displaystyle Z_{4}^{-2}} | 11                                   | 13                              | 12                              | 13                                   | 4                                | −2                                 | {\displaystyle {\sqrt {10}}(4\rho ^{4}-3\rho ^{2})\sin 2\phi } | Astigmatisme oblique secondaire                   |
| {\displaystyle Z_{4}^{0}}  | 12                                   | 11                              | 08                              | 09                                   | 4                                | 0                                  | {\displaystyle {\sqrt {5}}(6\rho ^{4}-6\rho ^{2}+1)}           | Aberration sphérique                              |
| {\displaystyle Z_{4}^{2}}  | 13                                   | 12                              | 11                              | 12                                   | 4                                | +2                                 | {\displaystyle {\sqrt {10}}(4\rho ^{4}-3\rho ^{2})\cos 2\phi } | Astigmatisme vertical secondaire                  |
| {\displaystyle Z_{4}^{4}}  | 14                                   | 14                              | 16                              | 17                                   | 4                                | +4                                 | {\displaystyle {\sqrt {10}}\rho ^{4}\cos 4\phi }               | Quadrilobe vertical                               |

## Application à la conception optique
Les polynômes de Zernike sont utilisés notamment dans les aberromètres, afin de mesurer les aberrations optiques de l'œil humain (dont, entre autres, l'astigmatisme),.